# Сюзанне, Пьер Констан де
Граф Пьер Жан-Батист Констан де Сюзанне (13 февраля 1772, Шавань-ан-Пайе, Вандея — 21 июня 1815, Эгрефёй-сюр-Мен, департамент Атлантическая Луара, историческая область Бретань) — вандейский аристократ и один из неизменных лидеров восстания местных жителей против революционного и наполеоновского правительства с 1795 по 1815 год (с перерывами).

## Биография
Родился в Вандее в семье местного аристократа-землевладельца. Обучался в (военной?) школе в Сорезе, затем служил офицером во французской королевской гвардии. В 1792 году, 20-летним юношей, эмигрировал в Великобританию. В 1795 году вступил в отряд эмигрантов, который предпринял на английских кораблях высадку на полуостров Киберон, с целью соединиться с восставшими вандейцами и бретонцами. Десант был разгромлен республиканским генералом Гошем, многие роялисты попали в плен, где часть из них расстреляли, другие погибли в море, лишь меньшинство сумели эвакуироваться, добравшись до английских кораблей. Сюзанне повезло больше, он был среди тех участников десанта, кто смог прорваться с Киберона в материковую Бретань, где стал офицером в армии Шаретта. Когда в 1796 году Шаретт попал в плен и погиб (был расстрелян), повстанческое движение пошло было на спад, но уже в 1799 году вспыхивает с новой силой. Сюзане возглавляет в это время так называемую католическую и королевскую армию Пуату, крупное соединение повстанцев. С приходом к власти генерала Бонапарта, положение повстанцев вновь осложнилось. Сюзанне был ранен в перестрелке около Монтайю, и в 1800 году подписал с представителями французского правительства мир в Монфоконе.
Тем не менее, вскоре он принял участие в заговоре Кадудаля против Наполеона, но был арестован и заключен в тюрьму, откуда вскоре бежал.
Возвращения династии Бурбонов в 1814 году на штыках союзных войск во Францию, Сюзанне горячо приветствовал, в отличие от большинства французов. Однако уже в 1815 году Наполеон высадился на юге Франции. Начались события, вошедшие в историю, как Сто дней.
Когда Париж признал власть Наполеона, восстание в Вандее вспыхнуло вновь, и одним из его лидеров стал Сюзанне. 20 июня 1815 года состоялось сражение при Рошсервьере, в котором наполеоновские генералы Ламарк и Брайе столкнулись с армией Сюзанне и Дотишампа. Сражение отличалось крайней мотивированностью всех участников — бонапартисты ставили на карту всё, во имя своей преданности Императору, против которого объединилась вся Европа, тогда как под началом графа де Сюзанне и маркиза Отишампа выступили люди, десятилетиями сражавшиеся за ценности Старого порядка. Это сражение закончилось победой бонапартистов, части роялистов были рассеяны, а раненый Сюзанне скончался на следующий день в соседней деревне. Однако все эти события произошли после состоявшейся 18 июня битвы при Ватерлоо. Вскоре король опять возвратился в Париж, Наполеон отправился в изгнание, а только что одержавшие важную победу генералы Ламарк и Брайе были вынуждены на время бежать за границу.